# Jeroen Lenaers
 Jeroen Lenaers, né le 29 avril 1984 à Stramproy, est un homme politique néerlandais, membre de l'Appel chrétien-démocrate (CDA). Il est député européen depuis 2014.

## Biographie
Jeroen Lenaers suit des études européennes à l'université de Maastricht entre 2003 et 2008. Il travaille ensuite comme assistant parlementaire de Ria Oomen, alors députée européenne pour le CDA.
Il est élu membre du Parlement européen en 2014 et siège au sein du groupe du Parti populaire européen (PPE). Il est membre de la commission de l'emploi et des affaires sociales et de la commission des libertés civiles, de la justice et des affaires intérieures. Il est réélu en 2019 puis en 2024.